# Martin L. Gore
Pour les articles homonymes, voir Gore.
 (octobre 2014).
Si vous disposez d'ouvrages ou d'articles de référence ou si vous connaissez des sites web de qualité traitant du thème abordé ici, merci de compléter l'article en donnant les références utiles à sa vérifiabilité et en les liant à la section « Notes et références ».
Martin Lee Gore, né le 23 juillet 1961 à Dagenham (Grand Londres, anciennement dans l'Essex), est un musicien et auteur-compositeur-interprète britannique. 
Il est l'un des cofondateurs du groupe Depeche Mode avec Dave Gahan, Andrew Fletcher et Vince Clarke.
Il est le principal auteur et compositeur de Depeche Mode, bien que Dave Gahan soit l'interprète du groupe. Martin L. Gore intervient également comme chanteur, mais principalement en tant que guitariste, claviériste et choriste en renfort de Gahan.

## Biographie
Sa mère Pamela et son beau-père, qu’il pensait être son père, David Gore, travaillent à l'usine Ford. Martin est l’aîné de deux demi-sœurs : Karen et Jacqueline. La famille déménage à Basildon où son père trouve un emploi de chauffeur routier. Martin Lee Gore quitte la St Nichola's Comprehensive School en 1977 pour travailler dans une banque. Parallèlement, il s'implique dans le groupe de musique Norman and the Worms. Avec ses premiers salaires il achète un synthétiseur Moog Prodigy.
En 1980, Andrew Fletcher, qui a fondé le groupe Composition of Sound avec Vince Clarke, lui propose d'en devenir membre. La formation est rebaptisée Depeche Mode lorsque Dave Gahan l'intègre.
Martin Gore, véritable âme du groupe depuis 1981, date du départ de Vince Clarke (ce dernier était en effet le compositeur principal du premier album Speak and Spell, mis à part Tora! Tora! Tora! et Big Muff écrits par Martin), compose la quasi-totalité des morceaux (à l’exception de quelques titres des albums Playing The Angel, Sounds of the Universe et Delta Machine, écrits par Dave Gahan, et de quelques autres composés par Alan Wilder, ou co-écrits avec ce dernier). Guitariste (assumé depuis la tournée Exciter en 2001), il est également aux claviers, et est la seconde voix du groupe. Sur chaque album tout comme à chaque concert, il interprète deux ou trois titres en solo.

### L'auteur-compositeur

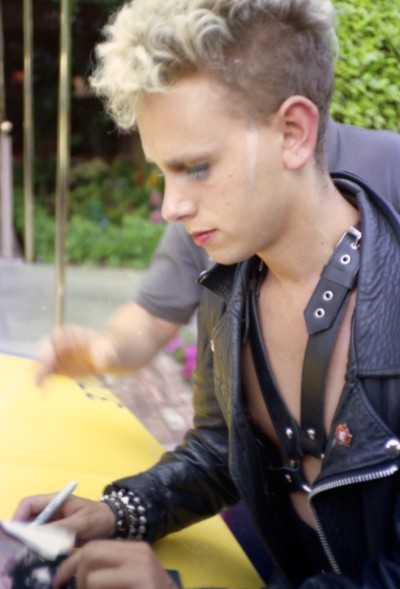
Martin Gore dans les années 1980.

Martin Gore n'a pas une écriture prolifique, son travail d'écriture et de composition se faisant généralement sous la pression, lorsqu'un album est en projet.
Ses inspirations proviennent davantage de son inconscient que de l'observation du monde qui l’entoure. Les thèmes traités dans ses chansons sont récurrents : souffrance, sexe, religion, vice, relations aux autres, rédemption. Ses textes à la fois simples et cyniques continuent toujours de conquérir le public de Depeche Mode 40 ans après. Si beaucoup jugent ses textes sombres, il s’en défend. Pour lui, il y a toujours une note d’espoir, un deuxième degré ou une note d’humour que le public ne capte pas toujours.
Ses influences musicales majeures sont la country, le folk, le rock, l'électro allemande et le gospel.
Très peu enclin au travail de studio, Gore délaisse souvent ses chansons lors de cette étape. Durant les années 1980, il a coutume de livrer des maquettes assez abouties ne permettant pas un travail de production très poussé. C'est lors de la préparation de l'enregistrement de l'album Violator qu'il va épurer au maximum chacune de ses compositions afin de permettre une plus large expérimentation, lors de l'enregistrement, entreprise essentiellement par le producteur Flood et Alan Wilder.
Sur l'album Playing The Angel, pour la première fois, il accepte que trois chansons soient composées par Dave Gahan, (Suffer Well (sorti en single), Nothing Is Impossible et I Want It All). Dans l'ensemble, les textes de cet album montrent une grande maturité : constat sur soi-même, aveu des faiblesses humaines, culpabilité, prise de conscience, condamnation de l’intégrisme religieux (John The Revelator) ainsi qu’une chanson  Precious dédiée aux enfants de Martin Gore à la suite de son divorce (« les anges aux ailes d’argent ne devraient jamais connaître la souffrance »).

### Discrétion et excentricité
Maladivement timide lorsqu’il était jeune, élève studieux, discipliné, replié sur lui-même, la personnalité de Martin Gore s’est révélée au sein de Depeche Mode. Le temps de la messe dominicale et de l'ennui cède la place à la découverte de nouveaux plaisirs : clubs undergrounds de Berlin (ville qu'il habite pendant quelques années au milieu des années 1980) et de Londres, drogues, conquêtes amoureuses, alcool…
L'excentricité des tenues vestimentaires de Martin Gore a fait couler beaucoup d’encre dans la presse britannique des années 1980 : bas résilles, rouge à lèvres, jupe, short en cuir, lingerie en dentelle, tuniques de cuir, colliers, vernis à ongles noir, cheveux crêpés et décolorés… Un style androgyne souvent emprunté au S&M, par goût esthétique, mais aussi, avouera-t-il, pour choquer et faire réagir l’Angleterre conservatrice et les éventuels machos de son public. Pour montrer aussi que le cliché femme / homme est absurde. Ceci lui a valu pendant longtemps d’être perçu comme bisexuel aux yeux d’un certain nombre, ce qu’il nie : il n'a toujours été attiré que par les femmes. [réf. souhaitée]
Son style vestimentaire sur scène s'inspire du Glam rock de l’époque Ziggy Stardust. Lors de la tournée Exciter, il est vêtu de blanc avec un t-shirt orné d’une aile sur l’épaule. Lors de la tournée Touring the Angel, c’est en noir qu’il apparaît avec deux ailes dans le dos, des plumes aux pieds, un bonnet à l'iroquoise, clin d’œil à l’époque punk, et des paillettes argentées sur le visage.
De nature réservée, les membres du groupe le voient encore aujourd'hui comme quelqu’un d’insaisissable et imprévisible, qui a du mal à exprimer ses sentiments. Ce que Martin Gore déteste par-dessus tout, lors des interviews, est de parler de lui, des excès du passé et de sa vie privée.[réf. souhaitée]

### Carrière personnelle

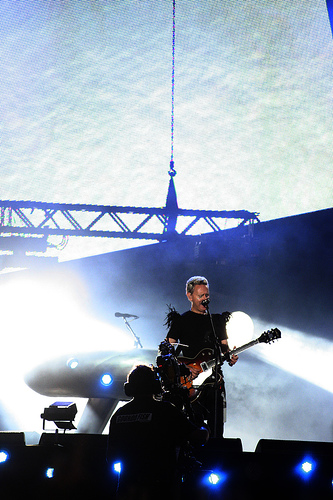
Martin Gore sur scène avec Depeche Mode en 2006.

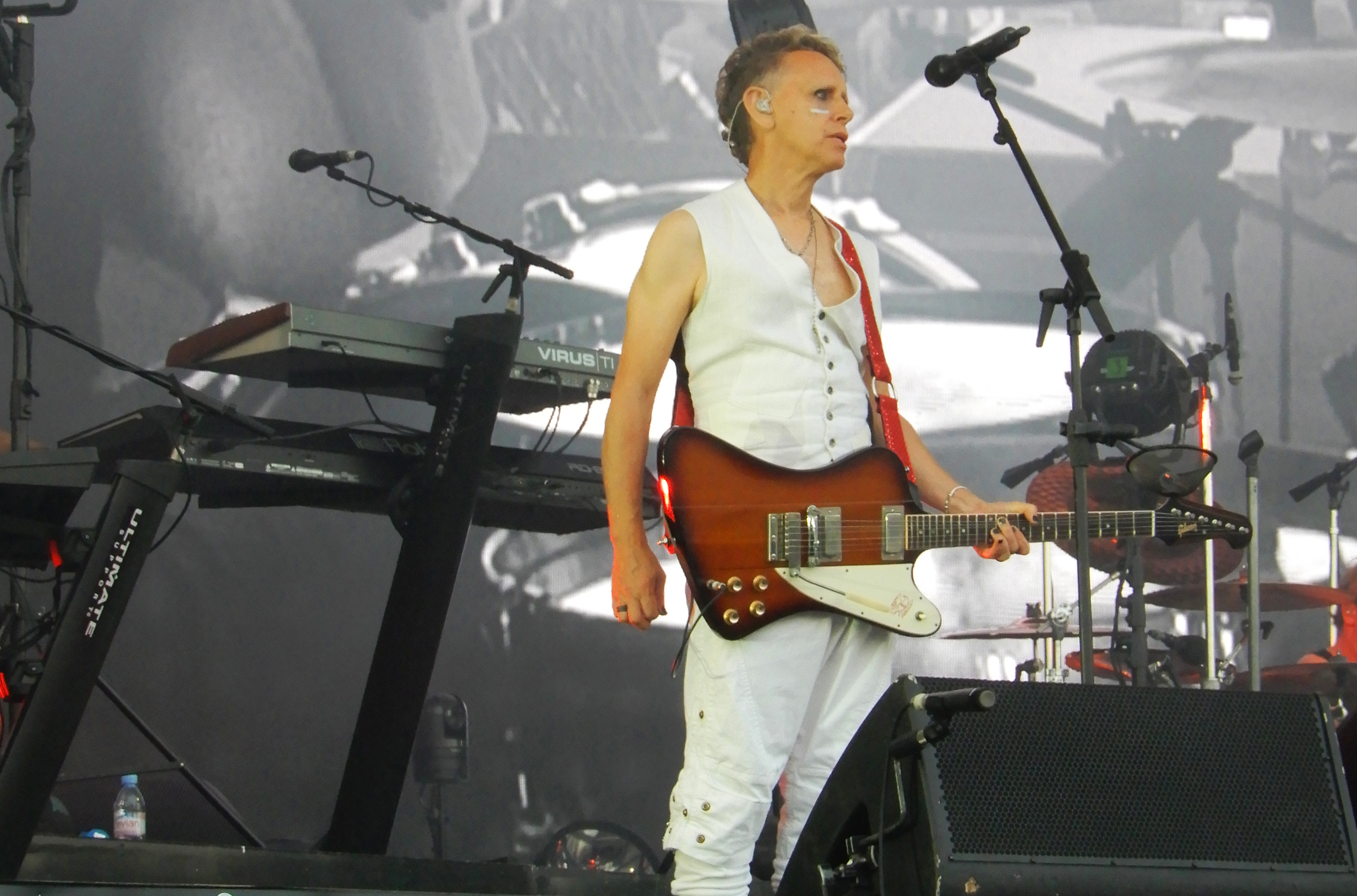
Martin L. Gore (Depeche Mode) au Festival des Vieilles Charrues en 2018.

Martin L. Gore (Depeche Mode) à Bordeaux en janvier 2018.

En 1989, Martin Gore enregistre son premier album solo, constitué de reprises de chansons qu’il affectionne particulièrement (Sparks, Tuxedomoon, The Durutti Column, etc.) : Counterfeit. En 2003, il profite du fait que Dave Gahan réalise son premier disque en solo pour enregistrer Counterfeit2, second album de reprises (The Velvet Underground, David Bowie et Iggy Pop, John Lennon, David Essex, Nick Cave, etc.). Les chansons sont réinterprétées à sa manière, sur un fond sonore électro dépouillé, avec piano ou guitare. Les chansons qu’il reprend ont largement influencé son processus de création artistique au sein de Depeche Mode.
Il lui arrive aussi de se produire comme DJ dans des bars londoniens et californiens.
En 2010, Martin Gore est contacté par Vince Clarke, ce dernier l'invitant à collaborer sur un projet techno baptisé de leurs initiales respectives, VCMG. En raison de leur éloignement géographique, les deux amis ont façonné leur album entièrement par correspondance avant de se rencontrer pour finaliser le disque, en mai 2011. Un premier EP, Spock, sort le 30 novembre 2011, précédant l'album  Ssss sorti le 12 mars 2012.
En 2014, Martin L. Gore est contacté par Jean-Michel Jarre (via Vince Clarke) pour collaborer sur un titre de son album participatif Electronica, mais, travaillant sur Spirit, le nouvel opus de Depeche Mode prévu pour 2017, il est contraint de refuser mais n'exclut pas un jour de travailler avec lui sur un projet. Ce qu'il fait en 2022 en collaborant au titre Brutalism Take 2 sorti en amont de l'album Oxymore.  
En 2015, Martin Gore sort un nouvel album solo entièrement instrumental, MG qui est salué par la critique.
Le 17 novembre 2020, Martin L. Gore annonce la sortie d'un EP The Third Chimpanzee le 29 janvier 2021 chez Mute Records, et dévoile Mandrill (une musique instrumentale) qui en est extrait. Martin Gore précise qu'il s'est inspiré de l'ouvrage Le Troisième Chimpanzé : Essai sur l'évolution et l'avenir de l'animal de Jared Diamond.

### Vie privée
Il a eu deux liaisons sérieuses, Anne Swindell, sa petite amie du collège en 1983, et Christina Friedrich, une Allemande, de 1983 à 1987. Il habite quatre ans avec Suzanne Boisvert avant de l'épouser le 27 août 1994 à Londres. Cette Texane d'origine française, née le 22 octobre 1968, est une ancienne créatrice de lingerie et mannequin. Ils ont eu trois enfants : Viva Lee née le 6 juin 1991, Ava Lee le 21 août 1995 et Calo Leon le 27 juillet 2002, se sont séparés en 2004 et ont divorcé en janvier 2006. Ils sont propriétaires de AVIA spa depuis 2003, un sanctuaire asiatique.
Martin vit actuellement à Santa Barbara en Californie pour être auprès de ses enfants dont il a la garde partagée, il n'est donc pas retourné vivre en Angleterre.
Il s'est marié avec Kerrilee Kaski en juin 2014. Ensemble, ils ont eu deux filles : Johnnie Lee le 19 février 2016 et Mazzy Lee le 13 mars 2017.
Dans une interview en 2017, Dave Gahan s'est décrit lui-même et Gore comme autistes.

## Discographie

### En solo
- 1989 : Counterfeit E.P.
- 2003 : Counterfeit²
- 2015 : MG
- 2021 : The Third Chimpanzee
- 2021 : The Third Chimpanzee Remixed

### VCMG
- 2012: Ssss

### Depeche Mode

#### Titres chantés par Martin L. Gore
- Speak and Spell -1981
  - Any Second Now
- A Broken Frame -1982
  - Shouldn't have done that
- Construction Time Again - 1983
  - Pipeline
  - And Then...
- Some Great Reward - 1984
  - It Doesn't Matter
  - Somebody
- Black Celebration - 1986
  - Black Day (face B)
  - A Question of Lust
  - Sometimes
  - It Doesn't Matter Two
  - World Full of Nothing
- Music for the Masses - 1987
  - The Things You Said
  - I Want You Now
  - Route 66 (face B)
- Violator - 1990
  - Sweetest Perfection
  - Waiting For The Night (avec Dave Gahan)
  - Blue Dress
- Songs of Faith and Devotion - 1993
  - One Caress
  - Judas
  - Death's Door (BO du film Until the End of the World)
- Ultra - 1997
  - Home
  - The Bottom Line
- Exciter - 2001
  - Comatose
  - Breathe
- Playing the Angel - 2005
  - Macro
  - Damaged People
- Sounds of the Universe - 2009
  - Jezebel
  - Little soul (avec Dave Gahan)
  - The sun and the moon and the stars (bonus track)
- Delta Machine - 2013
  - The Child Inside
  - Always (bonus track)
- Spirit - 2017
  - Eternal
  - Fail
- Memento Mori - 2023
  - Soul With Me